# La Rovira (Gallifa)
La Rovira és una masia del terme municipal de Gallifa, a la comarca catalana del Vallès Occidental.
Està situada a 701 metres d'altitud, a l'extrem nord-occidental del terme municipal, prop del límit amb Sant Llorenç Savall, en un esperó entre el torrent de la Rovira, que queda a ponent, i el torrent de la Font de la Rovira a llevant. És a l'est del Collet del Pi del Guàrdia.
S'hi accedeix per llargs camins de muntanya en bon estat que l'enllacen amb Granera, al nord, amb el punt quilomètric 5 de la carretera BP-1241 (de Sant Llorenç Savall a Sant Feliu de Codines, i amb la masia de Sobregrau, a llevant.